# Ploettnerulaceae
Ploettnerulaceae Kirschst. – rodzina grzybów z rzędu tocznikowców (Helotiales).

## Charakterystyka
Owocniki typu apotecjum pokryte pigmentem. Parafizy nitkowate, cylindryczne, lancetowate lub w kształcie kropli. Worki 8-zarodnikowe ze stożkowatym wierzchołkiem, amyloidalne. Askospory z 0–3-septami, ellipsoidalne lub nitkowate z gutulami. Anamorfy typu hyphomycetes lub coelomycetes. Konidiofory zakończone fialidami, brązowe. Konidia o kształcie od elipsoidalnego do pręcikowatego lub nitkowate ze spiczastymi wierzchołkami i 0-1-przegrodami.
Należące do tej rodziny gatunki są saprotrofami lub patogenami roślin. Do patogenów należą np. Cadophora i Oculimacula powodujące gnicie łodyg, gnicie drewna, przerost pnia i pękanie kory w uprawach ważnych gospodarczo, takich jak rośliny zbożowe, soja i kiwi.
Jest to rodzina tworząca klad monofiletyczny, siostrzany z kladem Drepanopezizaceae. Bliski związek z tą rodziną wykazuje rodzaj Rhynchosporium.

## Systematyka
Pozycja w klasyfikacji według Index Fungorum:
Ploettnerulaceae, Helotiales, Leotiomycetidae, Leotiomycetes, Pezizomycotina, Ascomycota, Fungi.
Według aktualizowanej klasyfikacji Index Fungorum bazującej na Dictionary of the Fungi do rodziny Ploettnerulaceae należą rodzaje:
- Cadophora Lagerb. & Melin 1927
- Collembolispora Marvanová & Pascoal 2003
- Dennisiodiscus Svrcek 1976
- Helgardiomyces Crous 2020
- Lasiomollisia Raitv. & Vesterh. 2006
- Mastigosporium Riess 1852
- Mycochaetophora Hara & Ogawa 1931
- Neospermospora Crous & U. Braun 2020
- Nothophacidium J. Reid & Cain 1962
- Oculimacula Crous & W. Gams 2003
- Pirottaea Sacc. 1878
- Pyrenopeziza Fuckel 1870
- Rhynchobrunnera B.A. McDonald, U. Braun & Crous 2020
- Rhynchosporium Heinsen ex A.B. Frank 1897
- Ypsilina J. Webster, Descals & Marvanová 1999[1].